# Янівка (Краснопільський район)

Я́нівка (біл. Яноўка, трансліт.: Janoŭka) — агромістечко у Краснопільському районі Могилівської області Білорусі. Входить до складу Янівської сільради.